# Hypotarzetta insignis
Hypotarzetta insignis — вид грибів, що належить до монотипового роду  Hypotarzetta.